# Tschanigraben
Tschanigraben  (ungerska: Sándorhegy) är en ort och kommun i Österrike. Den ligger i distriktet Güssing i förbundslandet Burgenland, i den östra delen av landet, 130 km söder om huvudstaden Wien. Arean är 1,7 kvadratkilometer. Kommunen gränsar i söder till Ungern.